# Ивуарийско-турецкие отношения
Ивуарийско-турецкие отношения — двусторонние дипломатические отношения между Кот-д’Ивуаром и Турцией.

## История
На протяжении большей части XX века внешняя политика президента Кот-д’Ивуара Феликса Уфуэ-Буаньи и Турции совпадала: обе страны были стойкими сторонниками Израиля и считали Советский Союз угрозой.
Двусторонние отношения стали напряжёнными в начале 1960-х годах, когда президент Уфуэ-Буаньи поддержал французские ядерные испытания в Алжире, отказался осудить Францию за продолжение Алжирской войны и предоставить Алжиру помощь.
Отношения вновь стали напряжёнными в феврале 1986 года, когда Уфуэ-Буаньи объявил о решении перенести посольство своей страны из Тель-Авива в Иерусалим в обмен на израильскую помощь. Это решение противоречило резолюции Совета Безопасности ООН 1980 года, призывающей все страны переместить свои посольства из этого города.

## Президентские визиты
| Гость                          | Принимающая сторона       | Место                | Дата               |
| ------------------------------ | ------------------------- | -------------------- | ------------------ |
| Президент Алассан Уаттара      | Президент Абдулла Гюль    | Чанкая Кёшкю, Анкара | 25—28 марта 2014   |
| Президент Реджеп Тайип Эрдоган | Президент Алассан Уаттара | Абиджан              | 28—29 февраля 2016 |

## Экономические отношения
- Объём торговли между двумя странами в 2019 году составил 409,7 млн долларов США (экспорт / импорт Турции: 220,9 / 188,8 млн долларов США)[5].
- Прямые рейсы из Стамбула в Абиджан осуществляются с июля 2012 года.